# Kassandra (opowiadanie)
Kassandra – opowiadanie niemieckiej pisarki Christy Wolf. Ukazało się w 1983 roku w Niemczech i do 2019 przetłumaczone zostało na 25 języków.
Jego głównym tematem jest wojna trojańska, pokazana z perspektywy wieszczki Kasandry, córki króla Troi Priama i jego żony Hekabe.

## Fabuła
Kassandra, córka króla Priama i królowej Hekabe jest adorowana przez najmłodszego i najprzystojniejszego boga Apolla, patrona piękna, światła i muzyki. Zakochany Apollo ofiarowuje jej dar jasnowidzenia. Niestety młoda księżniczka nie odwzajemnia jego uczucia i zostaje ukarana. Apollo rzuca na nią przekleństwo i zapowiada, że nikt nie będzie wierzył w jej przepowiednie. Kassandra ma szczególne stosunki z ojcem: jest do niego bardzo przywiązana i może liczyć na szczególne względy. Jako jedyne z dzieci może przebywać w pokoju podczas politycznych rozpraw króla i królowej. Hekabe jest przedstawiona jako surowa i wymagająca matka.
Młoda księżniczka jest zakochana w Aineiasie, trojańskim księciu i wodzu sprzymierzeńców Troi. Zostaje wybrana na kapłankę przez Panthoosa, wielkiego kapłana Apolla. Gdy Panthoos zjawia się w jej łożu, w wyobraźni młodej dziewczyny ukazuje się on jako jej kochanek Aineias.
Ojciec Aineiasa, Anchises, zdradza jej, że Panthoos został przywieziony do Troi jako niemowlę. Dowiaduje się także o swoim bracie Parisie, który został oddany jako niemowlę pasterzom, którzy mieli go zabić. Powodem tragicznego losu Parisa miał być sen Hekabe przed narodzeniem dziecka: wyśniła ona, że urodzi płonące kawałki drewna, od których zapali się Troja. Pasterze nie mieli serca zabić chłopca.
W międzyczasie do Troi przybywa Menelaos, król Sparty. Podczas biesiady dochodzi do sporu między Menelaosem a młodym Parisem o Helenę. Kassandra dostaje furii i zostaje uznana przez rodzinę za szaloną. Niedługo potem Menelaos opuszcza Troję. Wyrusza za nim statek z Parisem na czele, powraca jednak bez swojego dowódcy, który przypływa do Troi okrężną drogą z Heleną. Wywołuje to sprzeciw Kassandry, która reaguje zdenerwowaniem. Ojciec prosi ją o dochowanie tajemnicy. Ze względu na szacunek do ojca, Kassandra się uspokaja.
Wczesną wiosną wybucha wojna. Pierwszego dnia umiera z ręki Achillesa ukochany brat Kassandry, Troilos. Kassandra bardzo przeżywa śmierć brata i zamyka się w świątyni, gdzie spotyka Agamemnona, który ofiarowuje jej biżuterię – młoda kapłanka przypomina mu jego zmarłą córkę.
W pojedynku z Hektorem ginie Aias, następnie Hektor zabity przez Achillesa. Achilles umiera ugodzony dzidą Parisa. Kassandra wraz z innymi kobietami szuka schronienia. Ukrywają się w grotach w Górach Idy, gdzie Kassandra rodzi dwoje dzieci. Po śmierci Parisa Kassandra odwiedza jego grób. Wkrótce potem Trojańczycy sprowadzają drewnianego konia do Troi – miasto płonie, ludzie giną. Kassandra zostaje pojmana w niewolę przez Agamemnona.

## Bohaterowie
- Achilles: grecki bohater, nazywany przez Kassandrę „Achi-krową”
- Agamemnon: brat Menelaosa, Grep, złożył w ofierze swoją córkę
- Aias Wielki: Grek, pokonany przez Hektora
- Aias Mały: Grek, skrzywdził Kassandrę
- Aineias: syn Anchisesa, kochanek Kassandry
- Aisakos: brat Kassandry, syn Arisbe, popełnił samobójstwo po śmierci żony
- Amazonki: wojowniczki walczące po stronie Troi
- Anchises: ojciec Aineiasa, przyjaciel Kassandry
- Andromacha: żona Hektora
- Afrodyta: bogini miłości, obiecuje Parisowi Helenę
- Apollo: grecki bóg piękna i miłości
- Hekabe: królowa Troi, matka Kassandry
- Hektor: brat Kassandry, zabity przez Achillesa
- Helena: żona Menelaosa
- Helenos: brat bliźniak Kassandry
- Iphigenie: córka Agamemnona
- Kassandra: narratorka, córka króla Priama i Hekabe
- Laokoon: kapłan Posejdona
- Lykaon: syn Priama
- Menelaos: król Sparty
- Odyseusz: grecki bohater
- Paris: brat Kassandry, skazany jako dziecko na rzeź, porwał Helenę
- Patroklos: kuzyn i kochanek Achillesa
- Penthesilea: przywódczyni Amazonek
- Polyxena: siostra Kassandry
- Priam: król Troi, ojciec Kassandry
- Zeus: bóg